# 新高浜駅

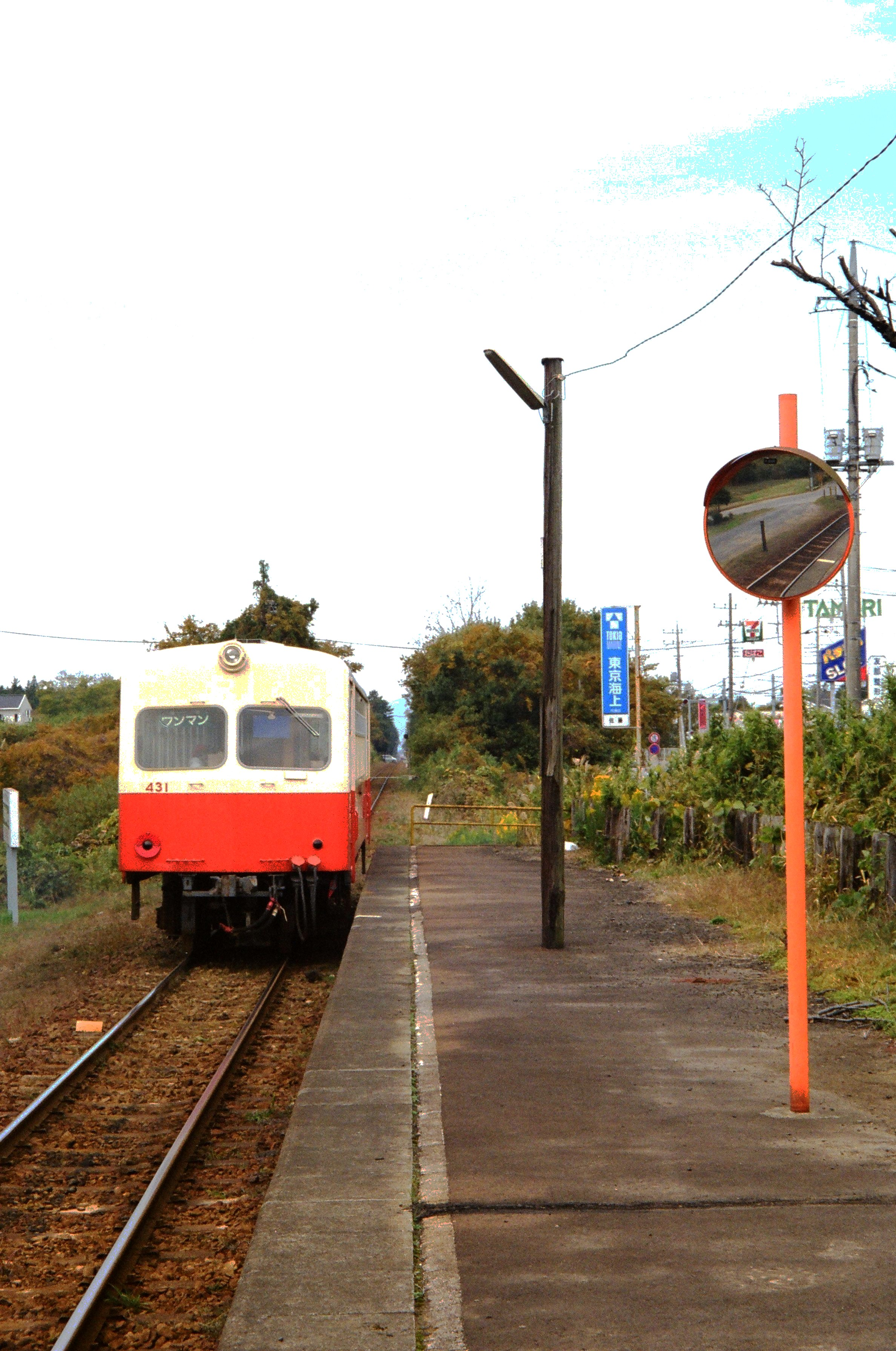
ホームを発車した車両（2003年3月）

新高浜駅（しんたかはまえき）は、かつて茨城県小美玉市栗又四ケにあった、鹿島鉄道鹿島鉄道線の駅である。2007年（平成19年）4月1日、鹿島鉄道線の廃線に伴い廃止となった。

## 歴史
- 1924年（大正13年）6月8日：鹿島参宮鉄道により開業[2]。
- 1965年（昭和40年）6月1日：鹿島参宮鉄道と常総筑波鉄道が合併して関東鉄道が発足、同社鉾田線の駅となる[3][4]。
- 1979年（昭和54年）4月1日：鉾田線が鹿島鉄道に分社化、鹿島鉄道線の駅となる[3]。
- 2007年（平成19年）4月1日：廃止[3]。

## 駅構造
単式ホーム1面1線のみを有する地上駅。ほぼ東西に走る線路の北側にホームを添えた形となっていた。ホームの中ほどに長いすをそなえた簡単な上屋が設けられており、この上屋の玉里方に北側への出口があった。元来より無人駅であるが、出口にはラッチが設置され、夕方などの混雑時には集札が行われることもあった。

## 駅周辺
駅の北を鹿島鉄道に並行する形で国道355号が東西に走る。駅の出口を出ると小さな広場があり、広場を出ると国道355号の新高浜駅入口交差点である。国道を挟んだ駅前には玉里B&G海洋センターがあり、北へ進むと100メートルほどのところに小美玉市玉里運動公園が、300メートルほどのところに野村田池がある。
駅南側にはクレハ・ぺんてるの工場などがある玉里工業団地が広がる。
名前こそ「新高浜」であるが、高浜駅や旧高浜町中心部とは数キロ離れており、駅の設置箇所も小美玉市であり旧高浜町（石岡市に合併）域外となる（鹿島鉄道線で旧高浜町域内に存在した駅には、東田中駅があった）。

## 隣の駅
鹿島鉄道
■鹿島鉄道線
玉里駅 - 新高浜駅 - 四箇村駅